# Full Members Cup 1985-86
La Full Members Cup 1985/86 fue la primera edición de esta competición de fútbol. Se disputó entre el 17 de septiembre de 1985 y el 23 de marzo de 1986. La final se celebró en el Wembley Stadium de Londres.

## Sección Norte

### Primera Ronda

#### Grupo 1
| Equipo           | Pts. | PJ | PG | PE | PP | GF | GC | Dif. |
| ---------------- | ---- | -- | -- | -- | -- | -- | -- | ---- |
| Manchester City  | 6    | 2  | 2  | 0  | 0  | 8  | 2  | +6   |
| Sheffield United | 1    | 2  | 0  | 1  | 1  | 2  | 3  | -1   |
| Leeds United     | 1    | 2  | 0  | 1  | 1  | 2  | 7  | -5   |

| Fecha         | Lugar        | Local            | Resultado | Visitante        |
| ------------- | ------------ | ---------------- | --------- | ---------------- |
| 14 de octubre | Maine Road   | Manchester City  | 6:1       | Leeds United     |
| 16 de octubre | Elland Road  | Leeds United     | 1:1       | Sheffield United |
| 22 de octubre | Bramall Lane | Sheffield United | 1:2       | Manchester City  |

#### Grupo 2
| Equipo          | Pts. | PJ | PG | PE | PP | GF | GC | Dif. |
| --------------- | ---- | -- | -- | -- | -- | -- | -- | ---- |
| Middlesbrough   | 3    | 1  | 1  | 0  | 0  | 2  | 0  | +2   |
| Carlisle United | 0    | 1  | 0  | 0  | 1  | 0  | 2  | -2   |

| Fecha        | Lugar         | Local         | Resultado | Visitante       |
| ------------ | ------------- | ------------- | --------- | --------------- |
| 8 de octubre | Ayresome Park | Middlesbrough | 2:0       | Carlisle United |

#### Grupo 3
| Equipo       | Pts. | PJ | PG | PE | PP | GF | GC | Dif. |
| ------------ | ---- | -- | -- | -- | -- | -- | -- | ---- |
| Sunderland   | 3    | 2  | 1  | 0  | 1  | 4  | 4  | 0    |
| Grimsby Town | 3    | 2  | 1  | 0  | 1  | 4  | 4  | 0    |

| Fecha            | Lugar         | Local        | Resultado | Visitante    |
| ---------------- | ------------- | ------------ | --------- | ------------ |
| 17 de septiembre | Blundell Park | Grimsby Town | 3:2       | Sunderland   |
| 1 de octubre     | Roker Park    | Sunderland   | 2:1       | Grimsby Town |

#### Grupo 4
| Equipo        | Pts. | PJ | PG | PE | PP | GF | GC | Dif. |
| ------------- | ---- | -- | -- | -- | -- | -- | -- | ---- |
| Hull City     | 3    | 1  | 1  | 0  | 0  | 4  | 1  | +3   |
| Bradford City | 0    | 1  | 0  | 0  | 1  | 1  | 4  | -3   |

| Fecha         | Lugar           | Local     | Resultado | Visitante     |
| ------------- | --------------- | --------- | --------- | ------------- |
| 23 de octubre | Boothferry Park | Hull City | 4:1       | Bradford City |

### Semifinales
| 4 de noviembre de 1985 | Manchester City | 0:0 (4 – 3 p.) | Sunderland | Maine Road, Mánchester |  |

| 5 de noviembre de 1985 | Hull City | 3:1 | Middlesbrough | Boothferry Park, Kingston upon Hull |  |

### Final Norte
| 26 de noviembre de 1985 | Hull City | 2:1 | Manchester City | Boothferry Park, Kingston upon Hull |  |

| 11 de diciembre de 1985 | Manchester City | 2:0 | Hull City | Maine Road, Mánchester |  |

## Sección Sur

### Primera Ronda

#### Grupo 1
| Equipo            | Pts. | PJ | PG | PE | PP | GF | GC | Dif. |
| ----------------- | ---- | -- | -- | -- | -- | -- | -- | ---- |
| Chelsea           | 6    | 2  | 2  | 0  | 0  | 6  | 1  | +5   |
| Portsmouth        | 3    | 2  | 1  | 0  | 1  | 4  | 4  | 0    |
| Charlton Athletic | 0    | 2  | 0  | 0  | 2  | 2  | 7  | -5   |

| Fecha            | Lugar           | Local             | Resultado | Visitante         |
| ---------------- | --------------- | ----------------- | --------- | ----------------- |
| 17 de septiembre | Fratton Park    | Portsmouth        | 4:1       | Charlton Athletic |
| 2 de octubre     | Stamford Bridge | Chelsea           | 3:0       | Portsmouth        |
| 23 de octubre    | Selhurst Park   | Charlton Athletic | 1:3       | Chelsea           |

#### Grupo 2
| Equipo          | Pts. | PJ | PG | PE | PP | GF | GC | Dif. |
| --------------- | ---- | -- | -- | -- | -- | -- | -- | ---- |
| Oxford United   | 6    | 2  | 2  | 0  | 0  | 6  | 1  | +5   |
| Fulham          | 1    | 2  | 0  | 1  | 1  | 0  | 2  | -2   |
| Shrewsbury Town | 1    | 2  | 0  | 1  | 1  | 0  | 3  | -3   |

| Fecha            | Lugar          | Local           | Resultado | Visitante       |
| ---------------- | -------------- | --------------- | --------- | --------------- |
| 18 de septiembre | Manor Ground   | Oxford United   | 3:0       | Shrewsbury Town |
| 15 de octubre    | Gay Meadow     | Shrewsbury Town | 0:0       | Fulham          |
| 22 de octubre    | Craven Cottage | Fulham          | 0:2       | Oxford United   |

#### Grupo 3
| Equipo        | Pts. | PJ | PG | PE | PP | GF | GC | Dif. |
| ------------- | ---- | -- | -- | -- | -- | -- | -- | ---- |
| Stoke City    | 4    | 2  | 1  | 1  | 0  | 5  | 2  | +3   |
| Millwall      | 2    | 2  | 0  | 2  | 0  | 3  | 3  | 0    |
| Coventry City | 1    | 2  | 0  | 1  | 1  | 1  | 4  | -3   |

| Fecha            | Lugar           | Local         | Resultado | Visitante     |
| ---------------- | --------------- | ------------- | --------- | ------------- |
| 18 de septiembre | Victoria Ground | Stoke City    | 3:0       | Coventry City |
| 2 de octubre     | The Den         | Millwall      | 2:2       | Stoke City    |
| 15 de octubre    | Highfield Road  | Coventry City | 1:1       | Millwall      |

#### Grupo 4
| Equipo                 | Pts. | PJ | PG | PE | PP | GF | GC | Dif. |
| ---------------------- | ---- | -- | -- | -- | -- | -- | -- | ---- |
| West Bromwich Albion   | 6    | 2  | 2  | 0  | 0  | 4  | 2  | +2   |
| Brighton & Hove Albion | 3    | 2  | 1  | 0  | 1  | 4  | 3  | +1   |
| Crystal Palace         | 0    | 2  | 0  | 0  | 2  | 2  | 5  | -3   |

| Fecha         | Lugar            | Local           | Resultado | Visitante       |
| ------------- | ---------------- | --------------- | --------- | --------------- |
| 2 de octubre  | Goldstone Ground | Brighton & Hove | 1:2       | West Bromwich   |
| 16 de octubre | Selhurst Park    | Crystal Palace  | 1:3       | Brighton & Hove |
| 23 de octubre | The Hawthorns    | West Bromwich   | 2:1       | Crystal Palace  |

### Semifinales
| 6 de noviembre de 1985 | Stoke City | 0:1 | Oxford United | Victoria Ground, Stoke-on-Trent |  |

| 13 de noviembre de 1985 | West Bromwich Albion | 2:2 (4 – 5 p.) | Chelsea | The Hawthorns, West Bromwich |  |

### Final Sur
| 4 de diciembre de 1985 | Oxford United | 1:4 | Chelsea | Manor Ground, Oxford |  |

| 17 de diciembre de 1985 | Chelsea | 0:1 | Oxford United | Stamford Bridge, Londres |  |

## Final Nacional
| 1  | POR | Steve Francis    |  |
| 2  | DEF | Darren Wood      |  |
| 3  | DEF | Doug Rougvie     |  |
| 4  | DEF | John Bumstead    |  |
| 5  | DEF | Joe McLaughlin   |  |
| 6  | MED | Colin Pates      |  |
| 7  | MED | Pat Nevin        |  |
| 8  | MED | Nigel Spackman   |  |
| 9  | MED | Colin Lee        |  |
| 10 | DEL | David Speedie    |  |
| 11 | DEL | Kevin McAllister |  |
| DT | DT  | John Hollins     |  |

| 1  | POR | Eric Nixon     |  |
| 2  | DEF | Nicky Reid     |  |
| 3  | DEF | Paul Power     |  |
| 4  | DEF | Steve Redmond  |  |
| 5  | DEF | Mick McCarthy  |  |
| 6  | MED | David Phillips |  |
| 7  | MED | Mark Lillis    |  |
| 8  | MED | Andy May       |  |
| 9  | MED | Steve Kinsey   |  |
| 10 | DEL | Neil McNab     |  |
| 11 | DEL | Clive Wilson   |  |
| DT | DT  | Billy McNeill  |  |

|  | 24' | David Speedie | 1-1 |
|  | 36' | Colin Lee     | 2-1 |
|  | 52' | David Speedie | 3-1 |
|  | 60' | David Speedie | 4-1 |
|  | 80' | Colin Lee     | 5-1 |

|  | 10' | Steve Kinsey          | 0-1 |
|  | 84' | Mick McCarthy         | 5-2 |
|  | 88' | Doug Rougvie (p.p.)   | 5-3 |
|  | 89' | Mark Lillis (penalti) | 5-4 |

| Árbitro | Alan Saunders |

| 1  | POR | Steve Francis    |  |
| 2  | DEF | Darren Wood      |  |
| 3  | DEF | Doug Rougvie     |  |
| 4  | DEF | John Bumstead    |  |
| 5  | DEF | Joe McLaughlin   |  |
| 6  | MED | Colin Pates      |  |
| 7  | MED | Pat Nevin        |  |
| 8  | MED | Nigel Spackman   |  |
| 9  | MED | Colin Lee        |  |
| 10 | DEL | David Speedie    |  |
| 11 | DEL | Kevin McAllister |  |
| DT | DT  | John Hollins     |  |

| 1  | POR | Eric Nixon     |  |
| 2  | DEF | Nicky Reid     |  |
| 3  | DEF | Paul Power     |  |
| 4  | DEF | Steve Redmond  |  |
| 5  | DEF | Mick McCarthy  |  |
| 6  | MED | David Phillips |  |
| 7  | MED | Mark Lillis    |  |
| 8  | MED | Andy May       |  |
| 9  | MED | Steve Kinsey   |  |
| 10 | DEL | Neil McNab     |  |
| 11 | DEL | Clive Wilson   |  |
| DT | DT  | Billy McNeill  |  |

|  | 24' | David Speedie | 1-1 |
|  | 36' | Colin Lee     | 2-1 |
|  | 52' | David Speedie | 3-1 |
|  | 60' | David Speedie | 4-1 |
|  | 80' | Colin Lee     | 5-1 |

|  | 10' | Steve Kinsey          | 0-1 |
|  | 84' | Mick McCarthy         | 5-2 |
|  | 88' | Doug Rougvie (p.p.)   | 5-3 |
|  | 89' | Mark Lillis (penalti) | 5-4 |

| Árbitro | Alan Saunders |

| Bandera de Inglaterra             |
| Campeón Chelsea F. C. 1.er título |